# Mad, Bad and Dangerous to Know
Mad, Bad and Dangerous to Know is het tweede album van The Cross, de band van Queen-drummer Roger Taylor. In tegenstelling tot het vorige album Shove It heeft dit album geen dance-invloeden, maar is het een echt rockalbum. Dit is ook het eerste album waarbij alle bandleden nummers hebben geschreven. De bijdragen van Taylor waren duidelijk minder omdat hij ook bezig was met het promoten van het Queen-album The Miracle. Ook een unicum was dat een van de andere bandleden, Clayton Moss, de leadzang deed in het nummer "Better Things" in plaats van Taylor. Het album bevat een cover van Jimi Hendrix' Foxy Lady.

## Tracklijst
1. "Top of the World, Ma" (Moss/Taylor/Edney/Noone/Macrae) - 3:31
2. "Liar" (Noone) - 4:32
3. "Closer to You" (Edney) - 3:15
4. "Breakdown" (Noone) - 3:53
5. "Penetration Guru" (Moss) - 3:45
6. "Power to Love" (Macrae/Noone/Moss) - 4:03
7. "Sister Blue" (Noone) - 4:13
8. "Foxy Lady" (Hendrix) - 3:26 (alleen op de CD)
9. "Better Things" (Moss) - 2:45
10. "Passion for Trash" (Macrae) - 2:35
11. "Old Men (Lay Down)" (Taylor) - 4:52
12. "Final Destination" (Taylor) - 3:36